# Juri Alexandrowitsch Leiderman
Juri Alexandrowitsch Leiderman auch Yuri Leiderman (russisch Юрий Александрович Лейдерман; geboren 3. September 1963 in Odessa, Sowjetunion) ist ein Performance-Künstler, der in Berlin lebt.

## Leben
Yuri Leiderman graduierte 1987 als Ingenieur am Chemisch-Technologischen Mendelejew-Institut (MCTI) in Moskau. Seit 1983 nahm er an den Aktivitäten der Moskauer Konzeptualisten teil und war dort Mitbegründer der „Medical Hermeneutics“. Seit 1990 geht er eigene Wege und konnte an bedeutenden internationalen Ausstellungen teilnehmen. Verschiedene Sammlungen haben Werke von ihm erworben, so das Museum Ludwig in Aachen, das Ludwig Kortárs Művészeti Múzeum in Budapest, das Jüdische Museum Berlin und der Fnac, Paris.

## Auszeichnungen
- Andrei Bely - Preis für Literatur 2005

## Ausstellungen
- Biennale Venedig 1993 und 2002
- Manifesta 1996 in Rotterdam
- Biennale of Sydney 1998
- Shanghai Biennale 2004